# パンドリナ
パンドリナ Pandorina は、細胞群体を作る鞭毛藻類。細胞が互いに密接にくっついているのが特徴である。

## 特徴
群体性の鞭毛藻類。個々の細胞はクラミドモナスに似たもので、2本の等長鞭毛を持つ。細胞は、通常は互いに密接に配置し、押し合ってやや角張った形になっている。細胞集団の全体として球形から楕円形になり、ゼラチン質に包まれる。細胞は全て同形で生殖細胞などの分化はない。ただし群体の進行方向による前後の差が見られ、細胞にある眼点の大きさは前方の細胞ほど大きいとも。細胞群体を構成する細胞数は16、32、時に8個。鞭毛を外側に向けて放射状に出し、泳ぎ回る。
大きさは群体・個体共にその差が著しく大きい。 P. morum では細胞で8-17μm、群体で20-200μm程である。
和名としてはカタマリヒゲマワリ、クワノミモがある。前者は P. morum の和名としても使われたことがある。後者はその形がクワの実に似ることによる。

## 生育環境
池沼や田圃などに出現し、出現頻度は高い方である。 P. morum については至る所の水たまりや池沼のプランクトンとして代表的なもので、希に水の華をなす。

## 生殖
無性生殖では個々の細胞が分裂し、親群体と同じ細胞数からなる娘群体を形成し、それらが独立することで行われる。これが通常の繁殖法であるが、同形配偶子を形成して有性生殖することも知られる。  なお、娘群体が形成される際、細胞分裂が終了した時点では鞭毛は内側に向いており、その後に群体が反転して鞭毛が外向きになることが知られている。

## 分類
本属の特徴は外見的には細胞が互いにくっつき合って球状を成すところにある。近い姿のものにユードリナ Eudorina があり、こちらは細胞が互いに離れている。ただし細胞の集合があまり密接でないものではこの特徴では判別しがたい。より厳密な区別としては有性生殖が同形配偶子であることが挙げられ、この点で異形配偶子を形成するユードリナと明確に区別できる。例えば P. unicocca と E. unicocca とは栄養体では判別が困難であり、正確な同定にはこの点を確認する必要がある由。世界から7種が記録されるが、存在が確実なのは次の2種とされる。いずれも日本から報告があり、水田や池沼から発見される。特に P. morum が全国広く、頻繁に見られる。
- Pandorina
  - P. morum
  - P. unicocca